# パニヒダ第2番 (チェスノコフ)

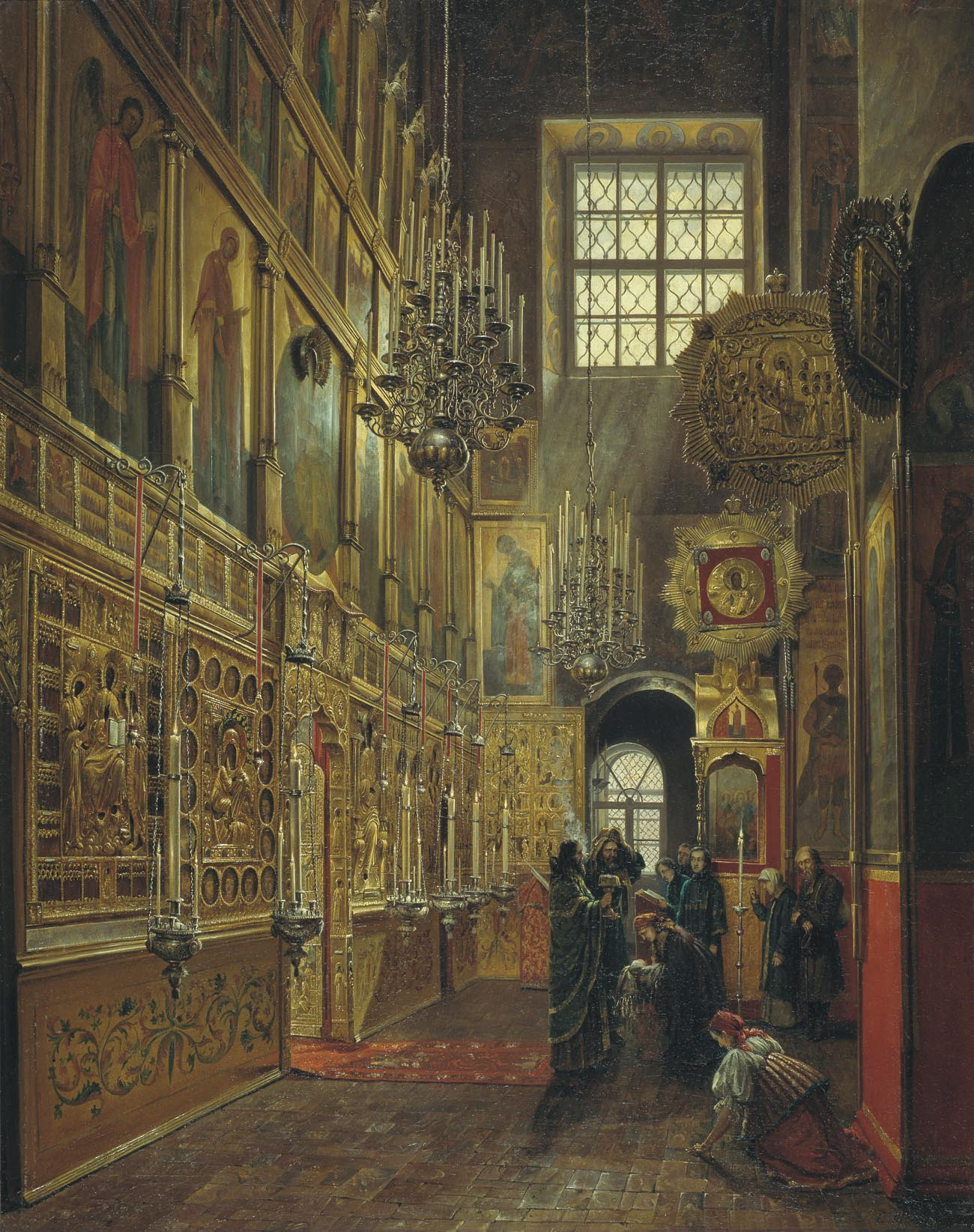
イコノスタシス前での奉神礼の光景（『モスクワ・クレムリン内のチュードフ修道院内の聖アレクシイ聖堂』画：Stepan Shukhvostov、ロシア、1866年）

『パニヒダ第2番』作品39（ロシア語: Панихида）はロシアの作曲家、パーヴェル・チェスノコフが作曲した正教会の奉神礼音楽・聖歌。正教会における永眠者のための奉神礼であるパニヒダに曲づけを行った、無伴奏声楽による聖歌である。実際の奉神礼で用いられる事は殆ど無いが、ソビエト連邦の崩壊後には演奏・録音が行われるようになった。
歌唱は教会スラヴ語による。

## 作曲の経緯
第一次世界大戦前、1909年に永眠した、恩師であり友でもあったステパン・スモレンスキイを記憶して作曲された。
この事から、本曲の演奏会や録音の場面においては、普段の教会におけるパニヒダにおいては輔祭や司祭によって記憶される永眠者の聖名が次々に読まれる箇所で、「ステファン」の名を用いる事がある（ロシア語名「ステパン」は、教会スラヴ語では「ステファン」となる）。

## 構成
以下の聖歌（数え方・区切り方は演奏者によって異なる場合がある）により構成される。実際のパニヒダに用いられる聖歌全てに作曲が行われている訳では無く、作曲されていない部分については伝統的旋律、もしくは他の作曲家が作曲したものを用いて適宜補われる。
無伴奏で歌われる。伴奏楽器を用いないのは、奉神礼の聖歌においては人声以外の楽器を使用しないという正教会の伝統による。
本作品は男声で歌われる事もあれば混声で歌われる事もある。
正教会聖歌は西方教会の教会音楽と同様に、歌詞の始まりを以てその歌・部分の呼称とする事が多い。しかし、語順の異なる言語である、教会スラヴ語祈祷文冒頭と日本語祈祷文冒頭とは一致しない事が多く、以下に挙げた日本語のタイトルと教会スラヴ語のタイトルも、それぞれがそのまま逐語的に対応する訳とはなっていない。
1. 大聯禱：Великая Ектения
2. アリルイヤ：Аллилуйя
3. 讃詞「主よ爾は崇め讃めらる」Благословен еси, Господи
4. 小聯禱：Малая ектения
5. 聖詠と、生神女への祈り：И вся яже в ведении... окончание седальна
6. 「主や、眠りし爾の僕婢（ぼくひ）の霊を安んぜしめたまえ」：Покой, Господи...
7. イルモス第三歌頌「主、天の穹蒼（おおぞら）の至上なる造成者」：Небеснаго круга Верхотворче... ирмос, 3-я песнь
8. 小聯禱：Малая ектения
9. 「主や、眠りし爾の僕婢（ぼくひ）の霊を安んぜしめたまえ」：Покой, Господи...
10. イルモス第六歌頌「我祈りを主の前に注ぎ」：Молитву пролию ко Господу... ирмос, 6-я песнь
11. 小聯禱：Малая ектения
12. 小讃詞「ハリストスや、爾が僕婢（ぼくひ）の霊（たましい）を諸聖人と共に」：Со святыми упокой...
13. 讃詞：「人を愛する救世主や、死せし義人の霊と共に」：Co духи праведных скончавшихся... тропари
14. 重聯禱：Сугубая ектения
15. 永遠の記憶：Вечная память